# Helmut Schlesinger
Helmut Schlesinger (Penzberg, 4 settembre 1924 – Bad Homburg, 23 dicembre 2024) è stato un economista tedesco, presidente della Deutsche Bundesbank dal 1991 al 1993.

## Biografia

### Formazione
Dopo il suo incarico militare, studiò economia all'Università Ludwig Maximilian di Monaco, dove si laureò con un diploma nel 1948 e con un dottorato di ricerca in economia nel 1951.

### Carriera
Entrò nella Deutsche Bundesbank nel 1952 e ascese rapidamente alla posizione di capo dipartimento. Nel 1964, fu nominato direttore di economia e statistica e nel 1972 divenne membro del comitato esecutivo. Ricoprì la carica di vicepresidente dal 1980 al 1991 e in qualità di presidente della Deutsche Bundesbank dal 1991 al 1993. Schlesinger si distinse come professore onorario presso l'Università tedesca di scienze amministrative di Spira. successivamente fu consulente di IDEAglobal Group, un'organizzazione di ricerca finanziaria globale.
Nella crisi dell'euro, Schlesinger fu uno dei primi a sottolineare il problema del cosiddetto Target 2: a proposito di questo sistema di compensazione precedentemente ignorato, la Bundesbank deve concedere altri prestiti alle banche centrali dell'euro, che ora stanno crescendo rapidamente. Hans-Werner Sinn ha anche indicato Target 2.
Nell'aprile 2012, Schlesinger parlò in un'intervista sulla crisi dell'euro e sulla crisi finanziaria greca. Tra le altre cose disse:

## Premi
- Fu membro dell'Ordine al merito e della cavalleria di Germania, Italia, Austria, Ungheria, Svezia e Lussemburgo.[3]